# Verschiebearbeit
In der Thermodynamik bezeichnet Verschiebearbeit das Produkt aus Druck {\displaystyle \textstyle p}  und Volumen {\displaystyle \textstyle V} einer Stoffmenge, die einem System zugeführt wird, in dem der Druck {\displaystyle \textstyle p} herrscht, und worin sie das Volumen {\displaystyle \textstyle V} einnimmt. Die Verschiebearbeit hat die Dimension einer Energie und ist  als physikalische Arbeit eine Prozessgröße. Die Verschiebearbeit wird auch als Verdrängungsarbeit bezeichnet.
In der technischen Thermodynamik ist sie nützlich bei der Beschreibung offener Systeme, die von einem Stoffstrom durchflossen werden, z. B. Verdichter. Dort entspricht die Differenz der Verschiebearbeiten vor und hinter dem System der Arbeit, die aufgewendet werden muss, um die Stoffmenge durch das System hindurch zu transportieren.

## Anwendung
Man betrachte ein Fluidvolumen {\displaystyle \textstyle V_{\mathrm {vor} }}, das sich in der Zuleitung (mit der Querschnittsfläche {\displaystyle \textstyle A_{\mathrm {ein} }}) eines offenen, durchströmten Systems befindet und dort die Zuleitungslänge {\displaystyle \textstyle s_{\mathrm {vor} }=V_{\mathrm {vor} }/A_{\mathrm {ein} }} einnimmt. An dieser Stelle der Zuleitung herrsche der Druck {\displaystyle \textstyle p_{\mathrm {vor} }}. Läuft der Strömungsvorgang quasistationär ab, dann sind die Kräfte an der Grenzfläche zwischen dem betrachteten Volumen und dem nachfolgenden Volumen ausgeglichen und das Folgevolumen übt auf das betrachtete Volumen die Kraft {\displaystyle \textstyle F_{\mathrm {ein} }=p_{\mathrm {vor} }\,A_{\mathrm {ein} }} aus. Sobald das betrachtete Volumen um seine eigene Länge {\displaystyle \textstyle s_{\mathrm {vor} }} verschoben wurde, hat das Folgevolumen die Arbeit 
{\displaystyle W_{\mathrm {ein} }=F_{\mathrm {ein} }s_{\mathrm {vor} }=(p_{\mathrm {vor} }A_{\mathrm {ein} })s_{\mathrm {vor} }=p_{\mathrm {vor} }(A_{\mathrm {ein} }s_{\mathrm {vor} })=p_{\mathrm {vor} }V_{\mathrm {vor} }}
am System aufgewendet.
Entsprechend wendet das System an seiner Austrittsfläche die Arbeit 
{\displaystyle W_{\mathrm {aus} }=p_{\mathrm {nach} }V_{\mathrm {nach} }}
auf, um die Stoffmenge aus dem System zu transportieren.
Die Differenz der beiden Arbeiten {\displaystyle W_{\mathrm {ein} }-W_{\mathrm {aus} }=p_{\mathrm {vor} }V_{\mathrm {vor} }-p_{\mathrm {nach} }V_{\mathrm {nach} }} ist somit die Arbeit, die notwendig ist, um die Stoffmenge durch das System zu transportieren.

## Zusammenhang mit Prozessgrößen
Die Änderung der Verschiebearbeit hängt zusammen mit Prozessgrößen wie der Volumenänderungsarbeit {\displaystyle W_{\mathrm {v} }} oder der technischen Arbeit {\displaystyle W_{\mathrm {t} }} (z. B. Wellenarbeit). Dies wird deutlich mit dem totalen Differential von {\displaystyle W=p\,V}:
{\displaystyle {\begin{aligned}\mathrm {d} (p\,V)=&~V\mathrm {d} p+p\,\mathrm {d} V\\\Rightarrow \int _{\mathrm {vor} }^{\mathrm {nach} }\mathrm {d} (p\,V)=&\int _{\mathrm {vor} }^{\mathrm {nach} }V\mathrm {d} p+\int _{\mathrm {vor} }^{\mathrm {nach} }p\,\mathrm {d} V\end{aligned}}}
Die Differenz {\displaystyle p_{\mathrm {nach} }\,V_{\mathrm {nach} }-p_{\mathrm {vor} }\,V_{\mathrm {vor} }} der Verschiebarbeiten entspricht also der technischen Arbeit abzüglich der Volumenänderungsarbeit {\displaystyle W_{\mathrm {v} }=-\int p\cdot \mathrm {d} V}:
{\displaystyle \Leftrightarrow p_{\mathrm {nach} }\,V_{\mathrm {nach} }-p_{\mathrm {vor} }\,V_{\mathrm {vor} }=W_{\mathrm {t,nach-vor} }-W_{\mathrm {v,nach-vor} }}
Am Beispiel des Verdichters wird dem System also zum einen Volumenänderungsarbeit zur Kompression des Gasstroms zugeführt, zum anderen muss die Differenz {\displaystyle W_{\mathrm {nach} }-W_{\mathrm {vor} }} der Verschiebearbeiten überwunden werden:
{\displaystyle \Leftrightarrow W_{\mathrm {t} ,\mathrm {nach} -\mathrm {vor} }=W_{\mathrm {v} ,\mathrm {nach} -\mathrm {vor} }+W_{\mathrm {nach} }-W_{\mathrm {vor} },}
wobei die technische Arbeit z. B. über einen Elektromotor bereitgestellt wird.

## Beispiel
Ein aus der Praxis bekannter Effekt, der auf die Verschiebearbeit zurückgeht, tritt beim Entleeren oder Befüllen einer Gasflasche auf. Zunächst sei die Gasflasche mit dem Volumen {\displaystyle V} über ein Ventil verschlossen. Das Gas im Inneren, mit der indiv. Gaskonstante {\displaystyle R} und der spez. isochoren Wärmekapazität {\displaystyle c_{v}}, steht unter dem Druck {\displaystyle p} und weist die Umgebungstemperatur {\displaystyle T_{1}} auf. In diesem Fall sind auch die Energie und die Masse für das Gas bekannt. Mit der thermischen Zustandsgleichung gilt für die Gasmasse
{\displaystyle m_{1}={\frac {p\,V}{R\,T_{1}}}}
und für die innere Energie gilt:
{\displaystyle U_{1}=m_{1}\,c_{v}\,T_{1}={\frac {c_{v}}{R}}\,p\,V}
In diesem Fall tritt trotz des Ausdruckes „{\displaystyle pV}“ keine Verschiebearbeit auf, da diese nur an der Systemgrenze definiert ist und somit nur bei offenen Systemen vorkommt. Das Produkt aus Volumen und Druck äußert sich hierbei als innere Energie (für ein ideales Gas nach der thermischen Zustandsgleichung).
Öffnet man nun das Ventil und ist der Druck im Inneren größer als der Umgebungsdruck, tritt das Gas aus. Für die Massenbilanz des offenen Systems gilt hierbei
{\displaystyle {\frac {\mathrm {d} m}{\mathrm {d} t}}=-{\dot {m}}}
wobei der Massenstrom {\displaystyle {\dot {m}}} über die Systemgrenze strömt. Gleichzeitig wird auch die Energie innerhalb der Gasflasche abnehmen. Die spezifische innere Energie {\displaystyle c_{v}\,T} wird zunächst mit dem Massenstrom abgeführt:
{\displaystyle {\begin{aligned}{\frac {\mathrm {d} U}{\mathrm {d} t}}=&-{\dot {m}}\,c_{v}\,T\\[0,1cm]{\frac {\mathrm {d} m}{\mathrm {d} t}}\,c_{v}\,T+m\,c_{v}\,{\frac {\mathrm {d} T}{\mathrm {d} t}}=&~{\frac {\mathrm {d} m}{\mathrm {d} t}}\,c_{v}\,T\\[0,1cm]{\frac {\mathrm {d} T}{\mathrm {d} t}}=&~0\\\end{aligned}}}
Man erkennt: Bei dieser Änderung der Energie bleibt die Temperatur konstant. Dies entspricht aber nicht der Erfahrung, denn tatsächlich muss das Gas zusätzlich Verschiebearbeit verrichten, was sich in einer Änderung der Temperatur äußert. Unter Berücksichtigung der spezifischen Verschiebearbeit {\displaystyle p\,v} gilt weiterhin:
{\displaystyle {\begin{aligned}{\frac {\mathrm {d} U}{\mathrm {d} t}}=&-{\dot {m}}\,c_{v}\,T-{\dot {m}}\,p\,v\\[0,1cm]{\frac {\mathrm {d} m}{\mathrm {d} t}}\,c_{v}\,T+m\,c_{v}\,{\frac {\mathrm {d} T}{\mathrm {d} t}}=&~{\frac {\mathrm {d} m}{\mathrm {d} t}}\,c_{v}\,T+{\frac {\mathrm {d} m}{\mathrm {d} t}}\,R\,T\\[0,1cm]{\frac {c_{v}}{R}}\,{\frac {1}{T}}\,{\frac {\mathrm {d} T}{\mathrm {d} t}}=&~{\frac {1}{m}}\,{\frac {\mathrm {d} m}{\mathrm {d} t}}\\[0,1cm]{\frac {c_{v}}{R}}\,\int _{1}^{2}{\frac {\mathrm {d} T}{T}}=&~\int _{1}^{2}{\frac {\mathrm {d} m}{m}}\\\end{aligned}}}
Mit Integration über der Änderung der Masse innerhalb der Gasflaschen, im Intervall [1,2], wird ein Zusammenhang für die Gastemperatur erhalten:
{\displaystyle T_{2}=T_{1}\left({\frac {m_{2}}{m_{1}}}\right)^{\frac {R}{c_{v}}}}
Damit zeigt sich: Nur durch die Verschiebearbeit kühlt sich das Gas im Inneren der Flasche beim Entleeren ab.